# Uggelholmarna
Uggelholmarna är ett naturreservat som omfattar två öar i S:t Annas mellanskärgård i  Söderköpings kommun i Östergötlands län.
Området är naturskyddat sedan 1996 och är 50 hektar stort. Reservatet består av hällmarkstallskog högre upp och ädellövskog och lövängar längre ner.